# Geropteron arcuatum
Geropteron arcuatum (лат.) — вид ископаемых стрекозообразных насекомых из отложений каменноугольного периода Аргентины (Malanzán, Cuesta de la Herradura, башкирский век, Malanzán Formation, возраст около 318—314 млн лет), единственный в составе монотипических рода Geropteron и семейства Geropteridae. Выделен в отдельный отряд Geroptera в надотряде Odonatoptera.

## Описание
Стрекозообразные насекомые средних размеров, размеры заднего крыла 46,0 x 13,0 мм.

## Систематика и этимология
Вид был впервые описан в 1984 году австралийским палеонтологом Эдгаром Фредериком Риком (Edgar Frederick Riek; 1920—2016) по отпечаткам крыльев (голотип), обнаруженным на северо-западе Аргентины и первоначально отнесён к семейству Eugeropteridae. В 1994 году российский палеоэнтомолог Андрей К. Бродский выделил его в отдельный отряд Geroptera. В 2016 году его филогенетическое положение определено и валидный статус подтверждён в аргентинскими палеонтологами Julián F. Petrulevičius и  Pedro R. Gutiérrez (Аргентина). Возраст находки определён как средний карбон (серпуховский ярус, около 318—314 млн лет назад). Ими же в 2016 году вид был выделен в отдельное семейство Geropteridae.